# Sylvester Matuska

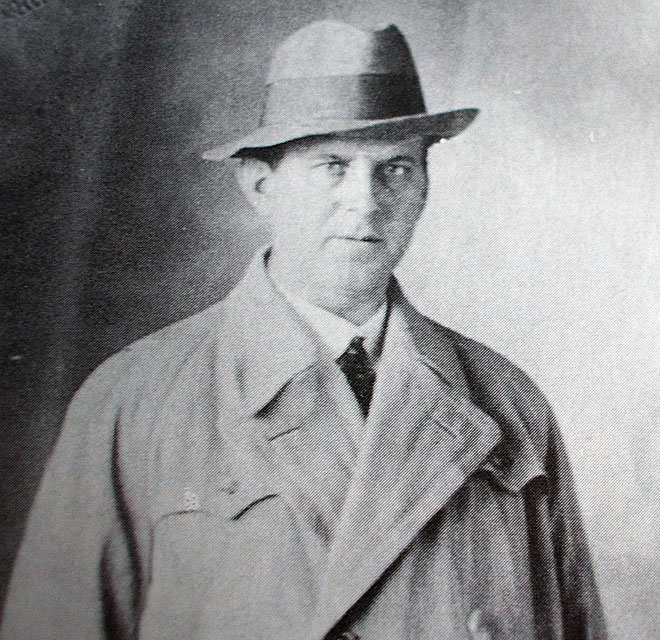
Szilveszter Matuska (um 1932)

Sylvester Matuska (eigentlich Szilveszter Matuska; * 29. Januar 1892 in Csantavér, Komitat Bács-Bodrog, Königreich Ungarn; † 1944/45) war ein ungarischer Eisenbahnattentäter und Massenmörder.

## Leben
Sylvester Matuska stammte aus einer römisch-katholischen Familie in Csantavér, dem heute noch größten Ort mit ungarischer Bevölkerungsmehrheit im Gebiet südlich der Stadt Szabadka, die bis 1918 zum Königreich Ungarn gehörte. Sein Vater war Antal Matuska, seine Mutter Anna Németh (der Familienname des Vaters weist auf einen slawischen Ursprung hin, derjenige der Mutter deutet auf einen ungarischen). Nach einer Lehrerausbildung schied er 1918 als k.u.k. Oberleutnant aus dem Militärdienst aus und wurde Lehrer in seinem Heimatort. Er versuchte sich 1919 als Gewürzhändler, 1928 als Häuserspekulant in Wien und als Landproduktehändler. 1930 erlitt er hohe geschäftliche Verluste. Am 23. September 1930 musste er im Zuge eines gerichtlichen Insolvenzverfahrens nach Zahlungsunfähigkeit den Offenbarungseid leisten.
Ab Ende 1930 versuchte er Züge zum Entgleisen zu bringen, wonach ihm später vor Gericht die im Folgenden dargestellten Taten angelastet wurden:
- Am 31. Dezember 1930 verübte er bei Anzbach – westlich von Wien – einen folgenlosen Eisenbahnanschlag.
- Am 30. Januar 1931 verübte er den zweiten Eisenbahnanschlag bei Anzbach. Die Lokomotive des Nachtschnellzugs entgleiste. Es entstand nur geringer Schaden.
- Im April 1931 fuhr Matuska nach Berlin und versuchte bei Jüterbog mit einem Schweißbrenner Schienen zu zerstören. Der Versuch misslang. Matuska erwarb nun ganz legal Sprengstoff und reiste damit erneut nach Jüterbog. Am 8. August 1931 sprengte er ein 3,40 m langes Stück Schiene aus dem Gleis. Der Schnellzug Basel–Berlin entgleiste. Es gab vier Schwerverletzte und etwa 50 Leichtverletzte.
- Am 13. September 1931 sprengte Matuska die Schienen des 25 m hohen, mehrbogigen Eisenbahnviadukt Biatorbágy nahe der westlich von Budapest gelegenen Ortschaft Biatorbágy. Lokomotive, Gepäckwagen, Schlafwagen und drei Personenwagen des aus 12 Wagen bestehenden Nachtschnellzuges Budapest–Wien stürzten in den Talgrund. Es gab 22 Tote, 17 Schwerverletzte und viele Leichtverletzte.

In Österreich wurde Matuska am 1. Oktober 1931 in Wien auf Wunsch der ungarischen Polizei vernommen, weil er als angeblicher Fahrgast des verunglückten Zuges Schadenersatz forderte. Am 7. Oktober 1931, bei einer zweiten Vernehmung, wurde er verhaftet. Er gab sofort seine Verbrechen zu. Bei der Gerichtsverhandlung konnten seine Motive nicht eindeutig geklärt werden. Matuska machte zeitweise den Eindruck eines Verwirrten, eines religiös Wahnsinnigen. Das Schwurgericht verurteilte Matuska wegen der beiden Anschläge von Anzbach zu sechs Jahren schweren Kerkers. Nach vier Jahren Strafverbüßung wurde er an Ungarn ausgeliefert. Dort wurde er wegen Mordes zum Tode verurteilt. Österreich hatte bei den Auslieferungsverhandlungen allerdings eine Begnadigung zur lebenslangen Strafe vereinbart.
Seit Kriegsende 1944/45 ist Matuska verschollen, nach anderer Quelle soll er von der Roten Armee freigelassen worden sein, während des Korea-Krieges dort für die kommunistische Seite Eisenbahnanschläge unternommen haben und von UNO-Truppen gefangen gesetzt worden sein. Einige in den ersten Jahren nach 1945 verübte Anschläge waren für die Presse gelegentlich Anlass zu der Vermutung, Matuska stecke dahinter.

## Film
Der Fall wurde 1982 unter dem Titel „Viadukt“, in der englischsprachigen Version: „The Train Killer“, in einer deutsch-ungarisch-US-amerikanischen Produktion verfilmt mit Michael Sarrazin in der Hauptrolle und den deutschen Darstellern Towje Kleiner, Constanze Engelbrecht und Armin Mueller-Stahl. In Deutschland wurde der Film vom ZDF im Juli 1983 unter dem Titel „Der Fall Sylvester Matuska“ gesendet. Regie führte Sándor Simó.